# Codex Sinaiticus
Codex Sinaiticus (em grego:  Σιναϊτικός Κώδικας, em hebraico:  קודקס סינאיטיקוס; códigos de referência: Londres, Brit. Libr., manuscritos adicionais 43 725; Gregory-Aland nº א [Aleph] ou 01, [Soden δ 2]) ou Bíblia do Sinai é um dos quatro grandes códices unciais, uma antiga cópia manuscrita da Bíblia em grego koiné.
Este códice é um manuscrito de texto-tipo alexandrino escrito no século IV em letras unciais em pergaminho. O entendimento acadêmico moderno considera o Codex Sinaiticus como sendo um dos melhores textos gregos do Novo Testamento juntamente com o Codex Vaticanus. Até sua descoberta por Constantin von Tischendorf, o Codex Vaticanus não tinha paralelos.
O Codex Sinaiticus atraiu a atenção dos estudiosos no século XIX ainda no Mosteiro de Santa Catarina, na península do Sinai, e um material adicional foi descoberto depois nos séculos XX e XXI. Embora partes do códice estejam espalhadas por quatro bibliotecas, a maior parte do manuscrito está hoje na Biblioteca Britânica, em Londres, aberto à visitação pública. Desde a sua descoberta, o estudo do Codex Sinaiticus vem se mostrando extremamente útil para a disciplina da crítica bíblica.
Apesar de grandes porções do Antigo Testamento estejam faltando, assume-se que o códice originalmente continha os dois testamentos completos. Cerca de metade do texto do Antigo Testamento em grego (ou Septuaginta) sobreviveu juntamente com todo o Novo Testamento, todos os livros deuterocanônicos, a Epístola de Barnabé e partes do Pastor de Hermas.

## Descrição

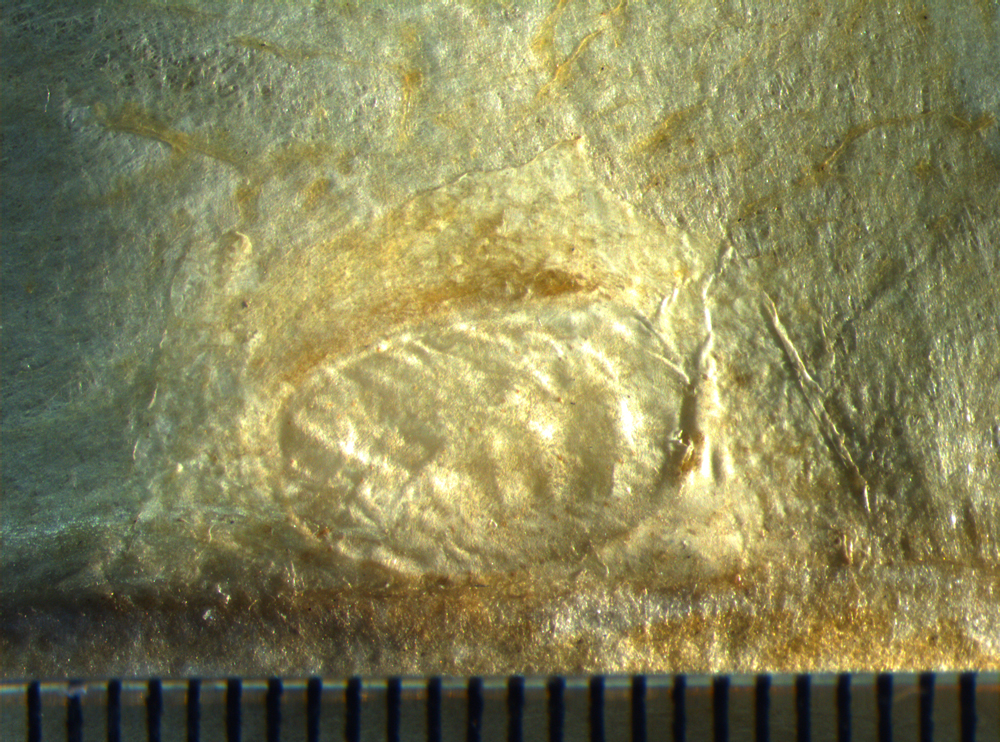
Detalhe do pergaminho em papel velino do Codex Sinaiticus.

O códice consiste de folhas, originalmente duplas, de pergaminho e provavelmente media 40 x 70 cm. Todo ele, com poucas exceções, é formado por cadernos de oito folhas, um formato popular durante toda a Idade Média. Cada linha do texto tem entre doze e quatorze letras gregas unciais arranjadas em 4 colunas (48 linhas por coluna) com quebras de linha cuidadosamente escolhidas e cantos direito ligeiramente irregulares. Quando aberto, as oito colunas que se apresentavam ao leitor se pareceriam muito com a sucessão de colunas lida num rolo de papiro. Os livros poéticos do Antigo Testamento estão escritos esticometricamente com apenas duas colunas por página. No conjunto, o códice tem quase 4 000 000 de letras unciais.
A obra foi escrita em scriptio continua sem respiros e nem acentos politônicos. Pontos ocasionais e umas poucas ligaduras também foram utilizados, mas a nomina sacra, com sobrelinha, foi utilizada em todo o texto. Algumas palavras geralmente abreviadas em outros manuscritos (como πατηρ e δαυειδ) foram escritas no Codex Vaticanus tanto na forma extensa quanto na abreviada. As seguintes nomina sacra foram escritas de forma abreviada: ΘΣ ΚΣ ΙΣ ΧΣ ΠΝΑ ΠΝΙΚΟΣ ΥΣ ΑΝΟΣ ΟΥΟΣ ΔΑΔ ΙΛΗΜ ΙΣΡΛ ΜΗΡ ΠΗΡ ΣΩΡ.
Com bastante regularidade, um simples iota é substituído pelo ditongo epsilon-iota (geralmente — e incorretamente — conhecido como iotacismo), como ΔΑΥΕΙΔ ao invés de ΔΑΥΙΔ, ΠΕΙΛΑΤΟΣ ao invés de ΠΙΛΑΤΟΣ, ΦΑΡΕΙΣΑΙΟΙ ao invés de ΦΑΡΙΣΑΙΟΙ e outros casos.
Cada página retangular tem a proporção de 1.1 para 1 enquanto que o bloco de texto tem a proporção recíproca de 0,91 (a mesma proporção invertida, ou seja, 1 para 1.1). Se os espaços entre as colunas forem removidas, o bloco de texto ficaria com a mesma proporção da página. O tipógrafo Robert Bringhurst se referiu ao códice como uma "peça sutil de artesanato".
Os fólios são feitos de pergaminho de papel velino feito principalmente com pele de bezerro, mas também pele de cordeiro. O próprio Tischendorf acreditava que o pergaminho havia sido feito com pele de antílope, mas um exame microscópico moderno descarta essa hipótese. A maior parte dos cadernos contém quatro folhas, com exceção de dois, que têm cinco. Estima-se que as peles de cerca de 360 animais foram utilizadas para construir todos estes fólios. O custo deste material, somado ao pagamento do trabalho dos escribas e a encadernação equivalia ao salário de um indivíduo por uma vida inteira.

## Texto do códice
A parte do códice que está preservada na Biblioteca Britânica consiste em 346 fólios e mais uma metade, um total de 694 páginas (38,1 cm x 34,5 cm), mais da metade do texto original. Destes fólios, 199 pertencem ao Antigo Testamento (incluindo os livros deuterocanônicos), e as restantes, ao Novo Testamento e mais dois outros livros (Epístola de Barnabé e O Pastor de Hermas). Os deuterocanônicos presentes são II Esdras, Tobias, Judite, I e II Macabeus, Sabedoria e Siraque (ou "Eclesiástico"). Os livros do Novo Testamento está organizados na seguinte ordem: os quatro evangelhos, as epístolas paulinas (com Hebreus depois de II Tessalonicences), Atos dos Apóstolos, as epístolas católicas e o Apocalipse. O fato de algumas partes do códice estarem preservadas em boas condições e outras em condições ruins indica que elas foram armazenadas em locais distintos durante sua história.

### Conteúdo
O texto do Antigo Testamento contém as seguintes passagensː
- Gênesis 23:19 – Gênesis 24:46 – fragmentos
- Levítico 20:27 – Levítico 22:30
- Números 5:26 – Números 7:20 – fragmentos
- I Crônicas 9:27 – I Crônicas 19:17
- I Esdras-II Esdras (a partir de Esdras 9:9).
- Livro dos Salmos – Siraque
- Livro de Ester
- Livro de Tobias
- Livro de Judite
- Livro de Joel – Livro de Malaquias
- Livro de Isaías
- Livro de Jeremias
- Livro de Lamentações
- I, II, III e IV Macabeus

O texto do Novo Testamento está completo, mas com diversas lacunasː
Versículos omitidos
- Evangelho de Mateus: Mateus 12:47, Mateus 16:2b–3, Mateus 17:21, Mateus 18:11, Mateus 23:14;
- Evangelho de Marcos: Marcos 7:16, Marcos 9:44, Marcos 9:46, Marcos 11:26, Marcos 15:28, Marcos 16:9–20 (o chamado "final longo de Marcos")
- Evangelho de Lucas: Lucas 17:36
- Evangelho de João: João 5:4, Perícope da Adúltera (João 7:53 até João 8:11), João 21:25
- Atos dos Apóstolos: Atos 8:37; Atos 15:34; Atos 24:7; Atos 28:29
- Epístola aos Romanos: Romans 16:24

Frases omitidas
- Mateus 6:13: "ὅτι σοῦ ἐστιν ἡ βασιλεία καὶ ἡ δύναμις καὶ ἡ δόξα εἰς τοὺς αἰῶνας. ἀμήν" ("Pois teu é o reino o poder e a glória para sempre. Amém").
- Mateus 15:6: "η την μητερα (αυτου)" ("nem a sua mãe").
- Mateus 20:23: "και το βαπτισμα ο εγω βαπτιζομαι βαπτισθησεσθε" ("e seja batizado com o batismo com que eu fui batizado").
- Mateus 23:35: "υιου βαραχιου" ("filho de Baraquias") - esta omissão só acontece no 59 (pelo primeiro escriba), três lecionários (ℓ 6, ℓ 13 e ℓ 185) e Eusébio.
- Marcos 1:1: "υιου θεου" ("Filho de Deus").
- Marcos 10:7: "και προσκολληθησεται προς την γυναικα αυτου" ("e se juntará a sua esposa"), um texto similar a Codex Vaticanus Graecus 1209, Codex Athous Lavrensis, 892 e ℓ 48, syrs, goth.
- Lucas 9:55b-56a: "καὶ εἶπεν, Οὐκ οἴδατε ποίου πνεύματος ἐστὲ ὑμεῖς; ὁ γὰρ υἱὸς τοῦ ἀνθρώπου οὐκ ἦλθεν ψυχὰς ἀνθρώπων ἀπολέσαι ἀλλὰ σῶσαι" ("e Ele disse: Vós não sabeis de que tipo de espírito sois feitos; pois o Filho do homem não veio para destruir as vidas das homens, mas para salvá-las"), um trecho omitido também em P45, P75, B, C, L, Θ, Ξ, 33, 700, 892, 1241 syr, copbo.
- João 4:9: "ου γαρ συνχρωνται Ιουδαιοι Σαμαριταις" ("Os judeus não se comunicam com os samaritanos"), uma das ditas falsas interpolações ocidentais; trecho omitido também em D, a, b, d, e, j, copfay, ele foi suprido pelo primeiro corretor, ainda no scriptorium.

Passagens marcadas para exclusão por um dos corretores
- Mateus 24:36: o primeiro corretor marcou a frase "ουδε ο υιος" ("nem o Filho") como duvidosa, mas o segundo corretor removeu a marca.
- Marcos 10:40: "ητοιμασται υπο του πατρος μου" (e não "ητοιμασται"). O primeiro marcou a frase "υπο του πατρος μου" como duvidosa, mas o segundo removeu a marca.
- Lucas 11:4: A frase "ἀλλὰ ῥῦσαι ἡμᾶς ἀπὸ τοῦ πονηροῦ" ("mas livrai-nos do mal") foi marcada como duvidosa pelo primeiro corretor, mas o segundo removeu a marca.
- Lucas 22:43-44: o trecho conhecido como "Agonia no Horto" foi incluída pelo escriba original e marcada como duvidosa pelo primeiro corretor. O terceiro corretor removeu a marca.
- Lucas 23:34a: o trecho "Disse Jesus: Pai, perdoa-lhes; pois não sabem o que fazem" foi marcada como duvidosa pelo primeiro corretor, mas a marca foi removida pelo terceiro.

Estas omissões são típicas dos texto-tipo alexandrino.

### Interpolações
Mateus 8:13 (veja Lucas 7:10)
Neste trecho há uma frase adicional, "καὶ ὑποστρέψας ὁ ἑκατόνταρχος εἰς τὸν οἶκον αὐτοῦ ἐν αὐτῇ τῇ ὦρᾳ εὗρεν τὸν παῖδα ὑγιαίνοντα" ("e quando o centurião retornou para casa naquela hora, encontrou o escravo curado"), como também acontece nos códices C, (N), Θ, 0250, f1 (33, 1241), g1, syrh.
Mateus 10:12 (veja Lucas 10:5)
Lê-se "λέγοντες εἰρήνη τῷ οἴκῳ τούτῳ" ("Paz seja nesta casa") depois de "αυτην". A frase foi excluída pelo primeiro corretor, mas o segundo a refez. Esta mesma leitura aparece em: D, Le, W, Θ, manuscritos f 1, 22, 1010 (1424), it, vgcl.
Mateus 27:49 (veja João 19:34)
Neste trecho há uma frase adicional, "ἄλλος δὲ λαβὼν λόγχην ἔνυξεν αὐτοῦ τὴν πλευράν, καὶ ἐξῆλθεν ὕδορ καὶ αἷμα" ("outro tomou a lança e perfurou seu lado e imediatamente escorreram água e sangue"), o que também ocorre em vários outros manuscritos do texto-tipo alexandrino.

### Variantes textuais únicas e outras
- Mateus 7:22: a palavra "πολλα" ("numerosos") aparece em "e em teu nome não expelimos [numerosos]] demônios, e em teu nome não fizemos muitos milagres?". Nenhum outro manuscrito traz esta variante.[41]

- Mateus 8:12: é utilizada a palavra "ἐξελεύσονται" ("sairão") ao invés de "ἐκβληθήσονται" (serão lançados). Esta variante aparece apenas em um outro manuscrito grego (Uncial 0250), e no Codex Bobiensis syrc, s, p, pal, arm, Diatessarão.[42]

- Mateus 13:54: a frase comum "εις την πατριδα αυτου" ("à sua terra") foi alterada para "εις την αντιπατριδα αυτου" ("à sua Antipátrida"). Esta variante não existe em nenhum outro manuscrito e, assim como uma outra em Atos 8:5 (vide abaixo), parece ter sido obra de um único escriba. Segundo T. C. Skeat, as duas alterações sugerem que a Cesareia teria sido o local onde o manuscrito original foi feito.[43]

- Mateus 16:12: nesta passagem aparece "της ζυμης των αρτων των Φαρισαιων και Σαδδουκαιων" ("fermento dos pães dos fariseus e saduceus"), uma leitura diferente de "..do fermento dos pães, mas sim da doutrina dos fariseus e dos saduceus", uma leitura apoiada apenas pelo ff1 e em syrc.

- Lucas 1:26: "Nazaré" aparece como "uma cidade da Judeia".

- Lucas 2:37: lê-se "εβδομηκοντα" ("setenta") ao invés de "ογδοηκοντα" ("oitenta") como em todos os demais manuscritos.[44]

- João 1:28: p segundo corretor criou uma variante textual única, "Βηθαραβα"", que aparece no Minúsculo 892, syrh e em vários outros manuscritos.[45]

- João 1:34: lê-se "ὁ ἐκλεκτός" ("o escolhido"), como nos manuscritos {\displaystyle {\mathfrak {P}}}5, {\displaystyle {\mathfrak {P}}}106, b, e, ff2, syrc e em syrs, ao invés de apenas "υἱος" ("filho").

- João 2:3: onde normalmente se lê "Tendo acabado o vinho", aparece "E eles não tinham vinho por que o vinho da festa de casamento havia acabado", uma leitura apoiada por a e j).

- João 6:10: lê-se "τρισχιλιοι" ("três mil") ao invés de "πεντακισχιλιοι" ("cinco mil"), uma alteração feita pelo segundo corretor.[46]

- Atos 8:5: lê-se "εις την πολιν της Καισαριας" ao invés de "εις την πολιν της Σαμαρειας", uma troca de "Samaria" por "Cesareia". Esta variante não existe em nenhum outro manuscrito e, assim como uma outra em Mateus 13:54 (vide acima), parece ter sido obra de um único escriba. Segundo T. C. Skeat, as duas alterações sugerem que a Cesareia teria sido o local onde o manuscrito original foi feito.[43]

- Atos 11:20: lê-se "εὐαγγελιστας" ("evangelistas") ao invés de "ἑλληνιστάς" ("gregos").[47]

- Atos 14:9: antes de "ouvindo" está a palavra "não".[47]

- Hebreus 2:4: lê-se "colhidos" ao invés de "distribuídos".[47]

- I Pedro 5:13: lê-se "Babilônia" ao invés de "igreja".[47]

- II Timóteo 4:10: lê-se "Γαλλιαν" ao invés de "Γαλατιαν", uma leitura apoiada por C, 81, 104, 326, 436.[48]

### Exemplos de algumas variantes majoritárias
É o mais antigo manuscrito que atesta a frase "μη αποστερησης" ("não defraudarás") em Marcos 10:19, que não aparece no Codex Vaticanus (foi acrescentada por um segundo corretor), Codex Cyprius, Codex Washingtonianus, Codex Athous Lavrensis, f1, f13, 28, 700, 1010, 1079, 1242, 1546, 2148, ℓ 10, ℓ 950, ℓ 1642, ℓ 1761, syrs, arm, geo. Esta variante é majoritária entre os manuscritos.
Em Marcos 13:33, o Codex Sinaiticus é também o manuscrito mais antigo que atesta a variante "και προσευχεσθε" ("e reze"). Tanto o Codex Vaticanus quanto o Codex Bezae não incluem esta passagem.
Em Lucas 8:48, aparece a palavra "θυγατερ" ("filha"), como nos manuscritos bizantinos, ao invés da palavra alexandrina "θυγατηρ ("filho"), suportada pelos manuscritos: B, K, L, W, Θ.

### Leitura ortodoxa

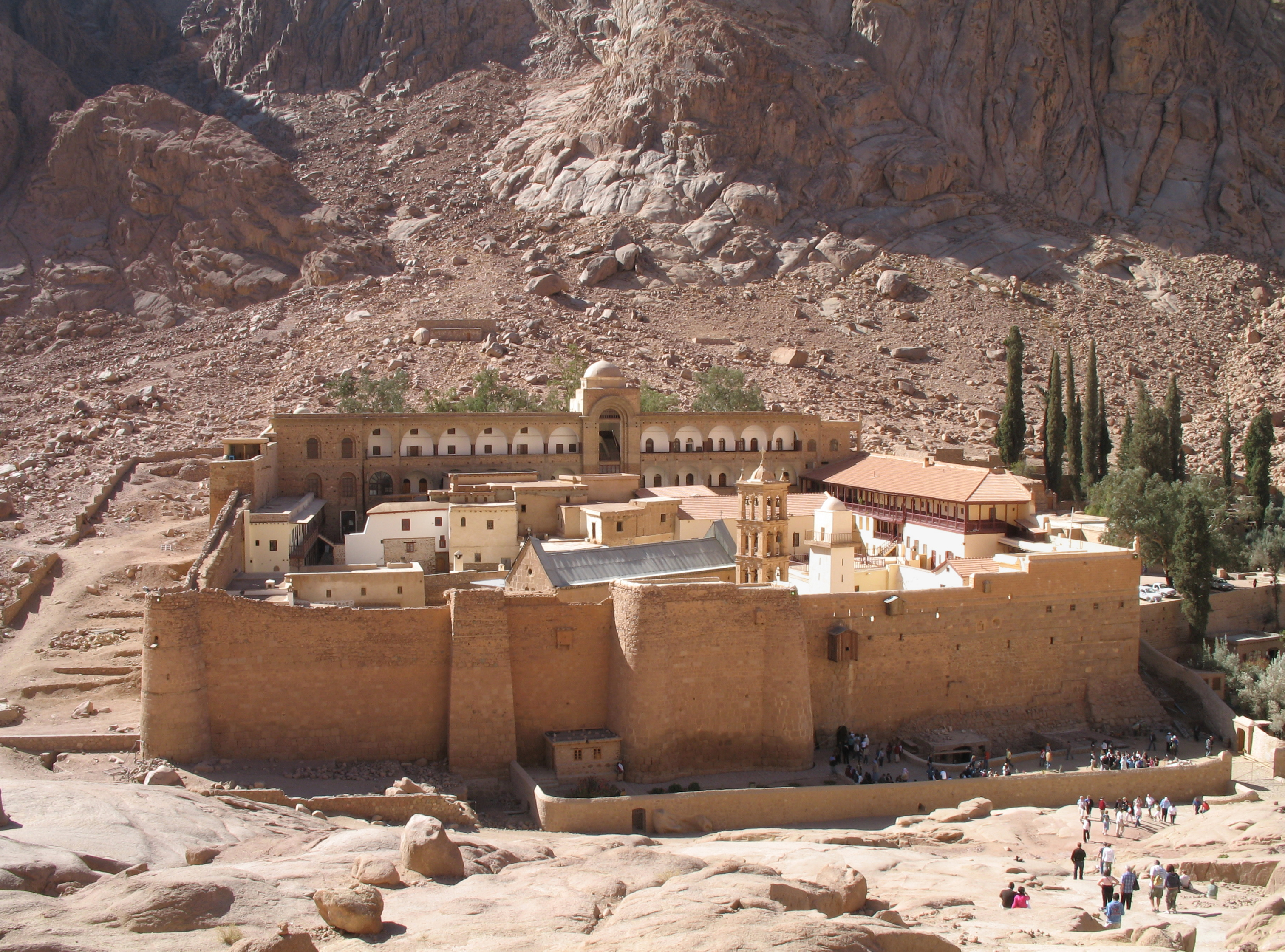
Mosteiro de Santa Catarina, no monte Sinai (Egito), o local onde o manuscrito foi preservado até o século XVIII.

Em I João 5:6 há uma variante textual, "δι' ὕδατος καὶ αἵματος καὶ πνεύματος" ("por meio de água e sangue e espírito"), que também ocorre no Codex Alexandrinus, 104, 424c, 614, 1739c, 2412, 2495, ℓ 598m, syrh, copsa, copbo e em Orígines. Bart D. Ehrman afirma que esta variante é uma leitura corrompida pelo grupo ortodoxo, uma tese amplamente disputada no meio acadêmico.

### Texto-tipo e relação com outros manuscritos
Para a maior parte do Novo Testamento, o Codex Sinaiticus geralmente coincide com o Codex Vaticanus Graecus 1209 e com o Codex Ephraemi Rescriptus, atestando o texto-tipo alexandrino. Um notável exemplo de concordância entre o Sinaiticus e o Vaticanus é que ambos omitem a palavra "εικη" ("sem causa", "sem motivo", "em vão") em «Mas eu vos digo que todo aquele que se ira contra seu irmão [sem motivo], estará sujeito a julgamento.» (Mateus 5:22a).
Em João 1:1-8:38, o Sinaiticus difere do Vaticanus e de todos os demais manuscritos alexandrinos e se aproxima mais do Codex Bezae, um texto-tipo ocidental. Por exemplo, em João 1:4, Sinaiticus e Bezae são os dois únicos manuscritos gregos que apresentam a variante textual "ἐν αὐτῷ ζωὴ ἐστίν" ("nele está a vida") ao invés de "ἐν αὐτῷ ζωὴ ᾓν" ("nele estava a vida"). Esta variante é apoiada ainda pela Vetus Latina e por alguns manuscritos da versão copta saídica. Este trecho contém uma grande quantidade de anotações dos corretores no Sinaiticus. No total, Hoskier enumerou 3036 diferenças entre o Sinaiticus e o Vaticanus: 656 em Mateus, 567 em Marcos, 791 em Lucas, 1022 em João. Grande parte delas são iotacismos e variações na transcrição de nomes hebraicos.
Os dois manuscritos não foram escritos no mesmo scriptorium e, segundo Hort, Sinaiticus e Vaticanus derivam de uma mesma fonte original muito mais antiga "cuja data não pode ser maior que a primeira metade do século II e pode ser ainda anterior".
B. H. Streeter atestou a grande concordância entre o Sinaiticus e a Vulgata de Jerônimo. Segundo ele, Orígenes levou para Cesareia Palestina o texto-tipo alexandrino utilizado neste códice e que foi utilizado por Jerônimo.
Entre os séculos IV e XII, sete ou mais corretores trabalharam no Sinaiticus, o que faz dele o mais corrigido manuscrito ainda existente. Tischendorf, durante sua investigação em São Petersburgo, enumerou 14 800 correções apenas na porção que ele tinha em mãos (2/3 do códice). Segundo David C. Parker, o códice todo tem cerca de 23 000 correções. Além delas, algumas letras foram marcadas com um "ponto" para indicar que são duvidosas (ex.:"ṪḢ"). Muitas dessas correções representam o texto-tipo bizantino, o mesmo ocorrido em vários outros manuscritos — Bodmer II, L, C e Δ — como descobriu E. A. Button.

## História do códice

### Primeiros anos

#### Proveniência
Pouco se sabe dos primeiros anos da história do manuscrito. Segundo Hort, ele foi escrito no Ocidente, provavelmente em Roma, como sugere a divisão dos capítulos nos Atos dos Apóstolos, comum entre Sinaiticus e Vaticanus, que não aparece em nenhum outro manuscrito grego mas é encontrada em vários manuscritos da Vulgata latina. Robinson refuta este argumento sugerindo que este sistema de divisão dos capítulos foi introduzida na Vulgata pelo próprio Jerônimo como resultado de seus estudos em Cesareia. Segundo Kenyon, as formas das letras são egípcias e aparecem em manuscritos egípcios mais antigos. Gardthausen, Ropes e Jellicoe defendem, por isso, que ele teria sido escrito no Egito romano. Harris acredita que o manuscrito veio da biblioteca de Pânfilo, em Cesareia Streeter, Skeat, e Milne tambem acreditavam que foi escrito em Cesarea.

#### Data do códice
É consenso entre os estudiosos que o Codex Sinaiticus foi escrito no século IV. Ele não pode ser anterior a 325 por conter os cânones eusebianos, uma data terminus post quem. Já a data terminus ante quem é menos certa, mas, segundo Milne e Skeat, é improvável que tenha sido muito depois de cerca de 360. Segundo Tischendorf, o Codex Sinaiticus era uma das cinquenta cópias da Bíblia encomendadas a Eusébio de Cesareia pelo imperador romano Constantino depois de sua conversão ao cristianismo. Esta hipótese é apoiada por Pierre Batiffol. Já Gregory e Skeat acreditam que ela já estava em produção quando Constantino fez a encomenda, mas o trabalho teve que ser suspenso para acomodar páginas de tamanho diferente.

#### Escribas e corretores

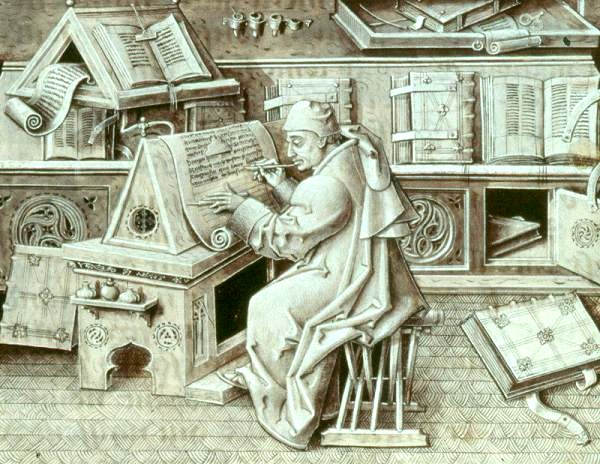
Gravura de um escriba num scriptorium medieval.

Tischendorf defendia que quatro diferentes escribas (chamados por ele de A, B, C e D respectivamente) copiaram a obra e que cinco corretores (chamados a, b, c, d & e) fizeram emendas. Ele afirmou ainda que um dos corretores era contemporâneo dos escribas originais e que os outros trabalharam nos séculos VI e VII. Acredita-se hoje, depois de uma re-investigação realizada por Milne e Skeat, que a tese de Tischendorf está errada e que o escriba C, que teria escrito os livros poéticos do Antigo Testamento na tese dele, não existiu. Estes livros estão escritos num formato diferente do resto do manuscrito — o texto ali está disposto em duas colunas (ao invés das quatro do resto do códice) e escrito esticometricamente — o que provavelmente levou Tischendorf a interpretar a diferença como sinal da existência de outro escriba. Os outros três escribas são, ainda hoje, identificados pelas letras propostas por ele: A, B e D.Existiram mais corretores, pelo menos sete (a, b, c, ca, cb, cc, e)ː
- O escriba A copiou a maior parte dos livros históricos e os livros poéticos do Antigo Testamento, quase todo o Novo Testamento e a Epístola de Barnabé.
- O escriba B foi o responsável pelos livros proféticos e pelo Pastor de Hermas.
- O escriba D escreveu os deuterocanônicos Tobias e Judite, a primeira metade de IV Macabeus, os primeiros dois-terços dos Salmos e os primeiros cinco versículos do Apocalipse.

O escriba B tinha problemas para soletrar as palavras e o escriba A é apenas um pouco melhor; o melhor escriba era D. Segundo Metzger, "o escriba A cometeu alguns sérios erros incomuns". Os escribas A e B geralmente utilizavam as nomina sacra de forma abreviada (ΠΝΕΥΜΑ abreviado em todas as ocorrências, ΚΥΡΙΟΣ em todas exceto duas) ao passo que D geralmente as utilizava sem abreviar. D fazia distinção entre os usos sagrado e laico de ΚΥΡΙΟΣ e seus principais erros foram as substituições de EI por I e de I por EI em posições mediais, ambos os casos bastante comuns. A substituição de I por um EI no início só se conhece neste caso e a troca de EI no final só ocorre na palavra ΙΣΧΥΕΙ, na qual se confunde E com AI, uma ocorrência muito rara. No livro dos Salmos, este escriba escreveu 35 vezes ΔΑΥΕΙΔ ao invés de ΔΑΥΙΔ; o escriba A normalmente utiliza a forma abreviada ΔΑΔ. O escriba A foi descrito como incorrendo "no pior tipo de erro fonético" e a confusão entre E e AI ocorre em todos os casos. Milne e Skeat caracterizaram o escriba B como "descuidado e iletrado". O texto dos escribas originais é atualmente designado pelo siglum א*.
Um estudo paleográfico realizado no Museu Britânico em 1938 descobriu que o texto passou por diversas correções, as primeiras delas ainda no scriptorium original. O texto que eles introduziram são designados pelo siglum אa. Milne e Skeat notaram que a correção de I Macabeus foi feita pelo escriba D e que o texto original é do escriba A. O escriba D corrigiu sua própria obra e a do escriba A, enquanto que este se limitou a corrigir seu próprio trabalho. No século VI ou VII, muitas alterações foram feitas (designadas pelo siglum אb) — segundo colofão no final de Esdras e Ester, a fonte destas alterações era "um manuscrito muito antigo que havia sido corrigido pelas mãos do santo mártir Pânfilo" (martirizado em 309). Se for este o caso, o texto que começa em I Samuel até o final de Ester seria a cópia original da "Hexapla" de Orígenes. A partir deste colofão, deduziu-se que a correção teria sido feita em Cesareia no século VI ou VII. O abundante iotacismo, especialmente do ditongo ει permanece não corrigido no texto atual.

### Descoberta
Alexander II 1870 by Sergei Lvovich Levitsky.jpg
É possível que este seja o códice visto, em 1761, pelo viajante italiano Vitaliano Donati quando ele visitou o Mosteiro de Santa Catarina. Em seu diário, publicado em 1879, está escrito o seguinte:
| “ | In questo monastero ritrovai una quantità grandissima di codici membranacei... ve ne sono alcuni che mi sembravano anteriori al settimo secolo, ed in ispecie una Bibbia in membrane bellissime, assai grandi, sottili, e quadre, scritta in carattere rotondo e belissimo; conservano poi in chiesa un Evangelistario greco in caractere d'oro rotondo, che dovrebbe pur essere assai antico. "Neste mosteiro eu encontrei um grande número de códices em pergaminho...há alguns que parecem ter sido escritos antes do século VII e especialmente uma Bíblia de belo velino, muito grande, fina e quadrada escrita em letras redondas e muito bonitas; além disso, está também na igreja um lecionário grego em ouro e letras redondas que deve ser muito antigo." | ” |
|   | — Vitaliano Donati. |   |

Esta "Bíblia de belo belino" pode ser o Codex Sinaiticus e o lecionário em ouro é provavelmente o Lecionário 300 na lista de Gregory-Aland.
O biblicista alemão Constantin von Tischendorf escreveu sobre sua visita ao mosteiro em "Reise in den Orient" (1846), traduzido para o inglês em "Travels in the East" (1847), sem mencionar o manuscrito. Posteriormente, em 1860, em sua obra sobre a descoberta do Sinaiticus, Tischendorf escreveu uma história sobre o mosteiro e o manuscrito que se estendeu de 1844 até 1859. Ele conta que, em 1844, em sua primeira visita ao mosteiro, ele viu algumas folhas de pergaminho num cesto de lixo, "lixo que seria queimado nos fornos do mosteiro", o que é firmemente negado pelo mosteiro. Depois de um rápido exame, ele percebeu que eram partes de uma Septuaginta escrita em antigas letras unciais gregas. Deste cesto ele conseguiu recuperar 129 folhas e perguntou se poderia levá-las consigo, o que alterou a postura dos monges. Eles perceberam o quão valiosas elas eram e Tischendorf só conseguiu levar um terço do que descobriu, ou seja, 43 folhas. Elas equivaliam a partes de I Crônicas, Jeremias, Neemias e Ester]. Quando ele retornou para a Europa, elas foram preservadas na Biblioteca da Universidade de Leipzig, onde ainda estão. Em 1846, Tischendorf publicou este conteúdo e batizou-o de Codex Fredericus-Augustanus (em homenagem a Frederico Augusto II da Saxônia), ainda mantendo o segredo sobre a origem destas folhas. O resto das folhas, que continham todo o livro de Isaías e os quatro livros dos Macabeus, permaneceram no mosteiro.
Em 1845, o arquimandrita Porfírio Uspensky (1804–1885), na época o líder da Missão Eclesiástica Russa em Jerusalém e, posteriormente, bispo de Chigirin, visitou o mosteiro e o códice lhe foi apresentado juntamente com as folhas que Tischendorf não pôde levar. No ano seguinte, o capitão C. K. MacDonald visitou o mosteiro, viu o códice e comprou dois outros (495 e 496) no mosteiro.
Em 1853, Tischendorf voltou ao mosteiro para tentar comprar as 86 páginas, mas sem sucesso. Retornando em 1859, desta vez com o patrocínio do czar Alexandre II da Rússia, que estava convencido de que havia muito mais além das folhas citadas por Tischendorf, finalmente ele conseguiu ver o Codex Sinaiticus. Ele próprio alegaria depois que o teria encontrado num cesto de lixo. Esta história pode ter sido inventada ou pode ser que os manuscritos que ele viu não tinham relação nenhuma ao Sinaiticus. Em 1863, o reverendo J. Silvester Davies escreveu que "um monge do Sinai que ... afirmou que, segundo um bibliotecário do mosteiro, o 'Codex Sinaiticus' todo esteve na biblioteca por muitos anos e já aparecia em antigos catálogos. ... É provável ... que um manuscrito conhecido no catálogo da biblioteca pode ter caído num cesto de lixo". De fato, estudiosos notaram que as folhas estavam em "boas condições suspeitas" para algo encontrado no lixo.
Depois de muitas negociações, Tischendorf conseguiu o precioso documento. James Bentley fornece um relato de como isto aconteceu, prefaciando-o com um comentário: "Tischendorf portando embarcou então em um notável caso de duplicidade que tomaria sua atenção por toda a década seguinte, que envolveu uma cuidadosa supressão dos fatos e a sistemática difamação dos monges do monte Sinai". Tischendorf entregou o códice ao czar Alexandre II, que percebeu sua importância e ordenou que ele fosse publicado o quanto antes em uma edição facsimile que permitisse a análise correta da escrita. Em 1869, o czar enviou ao mosteiro 7 000 rublos e mais 2 000} ao mosteiro do monte Tabor como compensação. O documento em russo formalizando a transação foi publicado em 2007 na Rússia.
Sobre o papel de Tischendorf na transferência do códice para São Petersburgo há diversas versões. Ainda hoje, os monges de Santa Catarina consideram que ele foi roubado, um ponto de vista que gera acalorados debates na Europa. Segundo Kirsopp Lake, "todos os que se envolveram bastante com monges orientais entenderão o quão improvável é que os termos deste acordo, quais tenham sido, fossem algum dia conhecidos por qualquer um que não os seus líderes". Num tom mais neutro, o estudioso Bruce Metzger escreveu:
| “ | Certos aspectos da negociação que levou à transferência do códice para o czar estão abertos a uma interpretação que reflete de maneira adversa sobre o candor e a boa-fé de Tischendorf para com os monges do Mosteiro de Santa Catarina. Para um relato recente que pretende desculpá-lo, veja o artigo de Erhard Lauch "Nichts gegen Tischendorf" em "Bekenntnis zur Kirche: Festgabe für Ernst Sommerlath zum 70. Geburtstag" (Berlin, c. 1961); para um relato que inclui um até aqui desconhecido recibo dado por Tischendorf às autoridades do mosteiro prometendo a devolução do manuscrito de São Petersburgo para a Santa Confraternidade do Sinai assim que solicitado, veja Ihor Ševčenko, "New Documents on Tischendorf and the Codex Sinaiticus", publicado no periódico Scriptorium, xviii (1964), pp. 55–80. | ” |
|   | — Bruce Metzger, The Text of the New Testament: Its Transmission, Corruption and Restoration. |   |

Seja qual for a história de sua obtenção, o texto desta parte do códice foi publicado por Tischendorf em 1862 e republicado em 4 volumes em 1869. A publicação completa só só ocorreu em 1911 (Novo Testamento) e em 1922 (Antigo Testamento), em ambos os casos por Kirsopp Lake. Estas edições apresentaram o documento em tamanho original, em preto-e-branco, "feitos a partir de negativos tirados em São Petersburgo por minha esposa e por mim no verão de 1908".

### Suposta falsificação por Simonides
Em 13 de setembro de 1862, Constantine Simonides, um habilidoso calígrafo com um controverso passado em relação a manuscritos, alegou, num artigo no jornal The Guardian, que ele teria escrito o códice durante sua juventude, em 1839, no Mosteiro Agiou Panteleimonos em Monte Atos.
Por outro lado, Constantin von Tischendorf, famoso por seu trabalho com manuscritos bíblicos, era conhecido como um fanfarrão e que buscava avidamente dinheiro das diversas famílias reais para financiar suas aventuras com algum sucesso. A história de Simonides era obscura; ele alegava ter estado em Monte Atos nos anos anteriores ao contato de Tischendorf, o que era pelo menos plausível. Ele também alegava que seu pai havia morrido e o convite para visitar Monte atos teria vindo de seu tio, que era monge lá, mas cartas posteriores a seu pai foram encontradas entre suas posses depois de sua morte.
Tischendorf respondeu no Allgemeine Zeitung (dezembro) que apenas no Novo Testamento havia muitas diferenças entre o Sinaiticus e os demais manuscritos. Henry Bradshaw contribuiu para expor a falsidade de Simonides e expôs a absurdidade de suas alegações numa carta ao The Guardian em 22 de janeiro de 1863. Segundo ele, "a alegação de Simonides é falha desde o princípio". A controvérsia toda parece ter sido ocasionada pelo mau uso da palavra "fraude" ou "falsificação", uma vez que o texto pode ter sido uma versão ajustada, uma cópia da Septuaginta baseada na Hexapla de Orígenes, um texto rejeitado por séculos por causa de sua relação com Eusébio de Nicomédia, que introduziu a doutrina ariana nas cortes de Constantino I e Constantino II.
Nem todos os estudiosos ficaram contentes com a descoberta. Burgon, um defensor do Textus Receptus, sugere que o Codex Sinaiticus (א), assim como o Codex Vaticanus (B) e o Codex Bezae, era um dos textos mais corrompidos sobreviventes. Cada um deles "claramente exibem textos fabricados — [cada um deles] é o resultado de uma recensão arbitrária e descuidada". Segundo ele, os dois mais importantes, א e B, seriam "falsas testemunhas" de Mateus 26:60, por exemplo.

### Últimos anos
No início do século XX, Vladimir N. Beneshevich (1874–1938) descobriu partes de mais três folhas do códice na encadernação de outros manuscritos na biblioteca do Monte Sinai. Ele viajou três vezes para lá (1907, 1908, 1911), mas não revelou quando e nem como a descoberta foi feita. Estas folhas foram também adquiridas para a biblioteca de São Petersburgo, onde ainda hoje estão.
Por muitas décadas, o Sinaiticus permaneceu na Biblioteca Nacional Russa. Em 1933, a União Soviética vendeu o códice para o Museu Britânico por £100 000, uma quantia levantada junto ao público e equivalente a £6,4 milhões em 2017. Depois de chegar ao Reino Unido, o códice foi examinado por Skeat e Milne com uma lâmpada ultra-violeta.
Em maio de 1975, durante uma reforma, os monges no mosteiro de Santa Catarina descobriram uma sala abaixo da Capela de São Jorge que abrigava muitos fragmentos de pergaminho. Kurt Aland e seu time do Instituto para a Pesquisa Textual do Novo Testamento foram os primeiros e únicos estudiosos convidados para analisar, examinar e fotografar estes fragmentos em 1982. Entre eles estavam doze folhas completas do Sinaiticus, onze folhas do Pentateuco e uma folha do Pastor de Hermas. Além delas, foram encontrados outros 67 manuscritos gregos do Novo Testamento (unciais 0278 – 0296 e alguns minúsculos).
Em junho de 2005, um time de especialistas da Europa, Egito, Rússia e EUA realizaram um projeto conjunto para produzirem uma nova edição digital do manuscrito (incluindo as quatro bibliotecas que abrigam partes do códice) e uma série de outros estudos foi anunciada, incluindo o uso de imagem hiper-espectral para fotografar os manuscritos em busca de informações escondidas, como trechos apagados ou desgastados.
Em algum momento antes de 1 de setembro de 2009, Nikolas Sarris descobriu mais um fragmento do Sinaiticus na biblioteca do mosteiro de Santa Catarina que contém parte do texto de Josué 1:10.
Mais de um quarto do manuscrito foi tornado público no site "The Codex Sinaiticus" em 24 de julho de 2008. Em 6 de julho do ano seguinte, mais 800 páginas foram acrescentadas, um total equivalente a mais da metade do texto todo. O documento completo está hoje disponível digitalmente e também para estudos acadêmicos. A versão online foi completamente transcrita num conjunto de páginas digitais, incluindo as emedas ao texto, e com duas imagens para cada página, uma com luz natural e outra com luz artificial para destacar a textura do pergaminho.

## Localização atual
O Codex Sinaiticus está atualmente dividido em quatro partes desiguais: 347 folhas na Biblioteca Britânica (199 do Antigo Testamento e 148 do Novo Testamento), em Londres, 12 folhas e 14 fragmentos no Mosteiro de Santa Catarina, no Monte Sinai, 43 folhas na Biblioteca da Universidade de Leipzig e fragmentos de 3 folhas na Biblioteca Nacional Russa em São Petersburgo.
O Mosteiro de Santa Catarina ainda defende a importância de uma carta, escrita à mão em 1844 com a assinatura original de Tischendorf, que confirma que o códice havia sido emprestado e não vendido. Porém, documentos publicados já no século XXI, incluindo uma escritura de doação datada de 11 de setembro de 1868 e assinada pelo arcebispo Kallistratos e os monges do mosteiro, indicam que o manuscrito foi adquirido de forma legítima. Esta escritura, que concorda com o relato de Kurt Aland sobre o tema, foi publicada, mas os estudos sobre ela ainda são raros na literatura em inglês. Dúvidas sobre a legalidade da doação surgiram por que Tischendorf originalmente removeu o manuscrito do mosteiro em setembro de 1859, quando o mosteiro estava sem um arcebispo, o que implica que, ainda que a intenção de presentear o manuscrito ao czar fosse real, nenhuma doação legalmente válida poderia ter sido feita naquele momento. A resolução da questão foi atrasada ainda por conta do turbulento reinado do arcebispo Cirilo (consagrado em 7 de dezembro de 1859 e deposto em 24 de agosto de 1866); a situação só se resolveu com a volta da paz.
Skeaet, em seu artigo "The Last Chapter in the History of the Codex Sinaiticus", concluiu assim a questão:
| “ | Aqui não é o lugar de julgar, mas talvez possa dizer que, como me parece, tanto os monges quanto Tischendorf merecem nossa mais profunda gratidão, Tischendorf por ter alertado os monges da importância do manuscrito e os monges por terem realizado a temível tarefa de vasculhar uma quantidade imensa de material com resultados espetaculares e depois por terem feito tudo o que puderam para preservar o manuscrito contra novas perdas. Se aceitarmos a afirmação de Uspensky, que viu o códice em 1845, os monges devem ter trabalhado duro para completarem sua busca e encadernarem o resultado num período tão curto de tempo. | ” |
|   | — T.C. Skeat, The Last Chapter in the History of the Codex Sinaiticus.. |   |

## Impacto na crítica bíblica
Juntamente com o Codex Vaticanus, o Codex Sinaiticus é considerado como sendo um dos mais importantes manuscritos para o estabelecimento do texto original (crítica textual) do Novo Testamento Grego e também da Septuaginta. É o único manuscrito uncial com o texto completo do Novo Testamento e o único manuscrito antigo do Novo Testamento escrito em quatro colunas por página sobrevivente. Com apenas 300 anos separando sua confecção e a vida de Jesus, é considerado como sendo mais acurado do que a maior parte das cópias do Novo Testamento posteriores ao preservar a variante correta de muitas passagens.
No caso dos evangelhos, o Sinaiticus é geralmente considerado pelos estudiosos como sendo a segunda fonte mais confiável do texto depois do Codex Vaticanus. Nos Atos dos Apóstolos, os dois são considerados equivalentes, e nas epístolas, o Sinaiticus é considerado mais confiável. Já no Apocalipse, porém, o texto está corrompido é considerado de baixa qualidade e inferior ao Codex Alexandrinus, o Papiro 47 e até mesmo do que alguns manuscritos minúsculos (como minúsculo 2053 e 2062).

### Texto do códice
- Constantin von Tischendorf, Fragmentum Codicis Friderico-Augustani, in: Monumenta sacra inedita (Leipzig 1855), vol. I, pp. 211 ff.
- Constantin von Tischendorf: Bibliorum codex Sinaiticus Petropolitanus. Giesecke & Devrient, Leipzig 1862.
- Lake, Kirsopp (1911). Codex Sinaiticus Petropolitanus: The New Testament, the Epistle of Barnabas and the Shepherd of Hermas. Oxford: Clarendon Press
- Scrivener, Frederick Henry Ambrose (1867) [1864]. A Full Collation of the Codex Sinaiticus with the Received Text of the New Testament (PDF) 2nd ed. Cambridge: Deighton Bell
- Anderson, H. T. (1918). CODEX SINAITICUS: The New Testament translated from the Sinaitic Manuscript. Cincinnati: The Standard Publishing Company

### Crítica textual do Novo Testamento
- Gregory, C. R. (1900). Textkritik des Neuen Testaments (em alemão). 1. Leipzig: J.C. Hinrichs’sche Buchhandlung
- Metzger, Bruce M. (1991). Manuscripts of the Greek Bible: An Introduction to Palaeography. Oxford: Oxford University Press. pp. 76–79. ISBN 978-0-19-502924-6
- Metzger, Bruce M.; Ehrman, Bart D. (2005). The Text of the New Testament: Its Transmission, Corruption, and Restoration 4th ed. New York – Oxford: Oxford University Press. pp. 62–67
- Scrivener, Frederick Henry Ambrose; Edward Miller (1894). A Plain Introduction to the Criticism of the New Testament. 1 4 ed. London: George Bell & Sons. p. 342
- Streeter, Burnett Hillman (1924). The Four Gospels. A Study of Origins the Manuscripts Tradition, Sources, Authorship, & Dates. Oxford: MacMillan and Co Limited

### Outras obras
- Anderson, H. T. (1910). The New Testament Translated from the Sinaitic Manuscript Discovered by Constantine Tischendorf at Mt. Sinai. [S.l.]: The Standard Publishing Company
- Böttrich, Christfried (2011). Der Jahrhundertfund. Entdeckung und Geschichte des Codex Sinaiticus (The Discovery of the Century. Discovery and history of Codex Sinaiticus). Leipzig: Evangelische Verlagsanstalt. ISBN 978-3-374-02586-2
- Gardthausen, Victor (1913). Griechische paleographie. 2. Leipzig: [s.n.] pp. 119–134
- Jongkind, Dirk (2007). Scribal Habits of Codex Sinaiticus. [S.l.]: Gorgias Press LLC.
- Kenyon, Frederic G. (1939). Our Bible and the Ancient Manuscripts 4th ed. London: [s.n.] pp. 121–128
- Peter M. Head (2008). «The Gospel of Mark in Codex Sinaiticus: Textual and Reception-Historical Considerations» (PDF). Journal of Biblical Textual Criticism
- Magerson, P. (1983). «Codex Sinaiticus: An Historical Observation». Bib Arch. 46: 54–56
- Milne, H. J. M.; Skeat, T. C. (1963) [1951]. The Codex Sinaiticus and the Codex Alexandrinus. London: [s.n.]
- Milne, H. J. M.; Skeat, T. C. (1938). Scribes and Correctors of the Codex Sinaiticus. London: British Museum
- Parker, D. C. (2010). Codex Sinaiticus. The Story of the World’s Oldest Bible. London: The British Library. ISBN 978-0-7123-5803-3
- Porter, Stanley E. (2015). Constantine Tischendorf. The Life and Work of a 19th Century Bible Hunter. London: Bloomsbury T&T Clark. ISBN 978-0-5676-5803-6
- Schick, Alexander (2015). Tischendorf und die älteste Bibel der Welt – Die Entdeckung des CODEX SINAITICUS im Katharinenkloster. Muldenhammer: Jota. ISBN 978-3-935707-83-1
- T. C. Skeat, A four years work on the Codex Sinaiticus: Significant discoveries in reconditioned ms., in: T. C. Skeat and J. K. Elliott, The collected biblical writings of T. C. Skeat, Brill 2004, pp. 109–118.
- Schneider, Ulrich Johannes (ed.) (2007). Codex Sinaiticus. Geschichte und Erschließung der "Sinai-Bibel". Leipzig: Universitätsbibliothek Leipzig. ISBN 978-3-934178-72-4
- Tischendorf, Constantin von (1870). Responsa ad Calumnias Romanas. Leipzig: F. A. Brockhaus
- Tischendorf, Constantin von (1871). Die Sinaibibel ihre Entdeckung, Herausgabe, und Erwerbung. Leipzig: Giesecke & Devrient
- Tischendorf, Constantin von (1865). Wann wurden unsere Evangelien verfasst?. Leipzig: J. C. Hinrichssche Buchhandlung
- Tischendorf, Constantin von (1866). When Were Our Gospels Written?, An Argument by Constantine Tischendorf. With a Narrative of the Discovery of the Sinaitic Manuscript. New York: American Tract Society